# Pullampadi
Pullampadi es una ciudad y nagar Panchayat situada en el distrito de Tiruchirappalli en el estado de Tamil Nadu (India). Su población es de 10241 habitantes (2011). Se encuentra a 30 km de Tiruchirappalli y 33 km de Thanjavur.

## Demografía
Según el censo de 2011 la población de Pullampadi  era de 10241 habitantes, de los cuales 4868 eran hombres y 5373 eran mujeres. Pullampadi tiene una tasa media de alfabetización del 84,61%, superior a la media estatal del 80,09%: la alfabetización masculina es del 91,05%, y la alfabetización femenina del 78,82%.